# ويلهلم شميد
ويلهلم شميد (بالألمانية: Wilhelm Schmid)‏ هو باحث في تاريخ العصور الكلاسيكية ألماني، ولد في 24 فبراير 1859 في كونتسلزاو في ألمانيا، وتوفي في 6 نوفمبر 1951 في توبينغن في ألمانيا.

## وصلات خارجية
- ويلهلم شميد على موقع مونزينجر (الألمانية)